# Бургвербен
Бургвербен (нем. Burgwerben) — община в Германии, в земле Саксония-Анхальт. 
Входит в состав района Вайсенфельс. Подчиняется управлению Залеталь.  Население составляет 1070 человек (на 31 декабря 2006 года). Занимает площадь 4,42 км².